# كويزي متموج
كويزي متموج (الاسم العلمي: Cantharellus undulatus) هو نوع من الفطريات يتبع جنس الكويزي من فصيلة الكويزية.